# Jovenspitze
De Jovenspitze is een berg in de deelstaat Tirol, Oostenrijk. De berg heeft een hoogte van 1.890 meter. 
De Jovenspitze is onderdeel van het Kaisergebergte.